# Пудиха
Пудиха — деревня в составе Крутцовского сельсовета Ветлужского района Нижегородской области.
Располагается на правом берегу реки Ветлуги.
По данным на 1999 год, численность населения составляла 3 чел.

## Известные уроженцы
- Виноградов, Александр Геннадьевич — Герой Советского Союза.